# مرسيدس باس
مرسيدس باس (بالإنجليزية: Mercedes Bass) هي فاعلة خير أمريكية، ولدت في 1944 في طهران في إيران.

## وصلات خارجية
- مرسيدس باس على موقع إن إن دي بي (الإنجليزية)